# Groff (소프트웨어)
groff는 플레인 텍스트가 서식 명령어와 섞일 때 서식이 있는 출력을 만들어내는 식자 시스템이다. troff와 nroff 텍스트 포매터의 GNU 버전이다.
OpenBSD는 4.9 릴리스부터 기본 설치본에서 groff를 mandoc으로 치환했다.

## 같이 보기
- TeX
- 탁상출판